# 검은발코끼리땃쥐
검은발코끼리땃쥐 또는 검은발센지(Elephantulus fuscipes)는 코끼리땃쥐과에 속하는 포유류의 일종이다. 콩고민주공화국, 수단, 우간다에서 발견된다. 자연서식지는 아열대 또는 열대 기후 지역의 건조한 저지대 초원이다.